# Józefowo (Gostyń)
Pour les articles homonymes, voir Józefowo.
Józefowo (prononciation : [juzɛˈfɔvɔ]) est un village polonais de la gmina de Piaski dans le powiat de Gostyń de la voïvodie de Grande-Pologne dans le centre-ouest de la Pologne.
Il se situe à environ 5 kilomètres au sud-est de Piaski (siège de la gmina), à 9 kilomètres à l'est de Gostyń (siège du powiat) et à 62 kilomètres au sud de Poznań (capitale régionale).
Le village possède une population de 45 habitants en 2015.

## Histoire
De 1975 à 1998, le village faisait partie du territoire de la voïvodie de Leszno.

Depuis 1999, Józefowo est situé dans la voïvodie de Grande-Pologne.